# Riechenberger Vertrag
Der Riechenberger Vertrag ist ein im Jahre 1552 zwischen Herzog Heinrich d. J. von Braunschweig-Wolfenbüttel und der Freien Reichsstadt Goslar im Kloster Riechenberg geschlossener Vertrag über den Verzicht der Stadt auf Bergzehnt, -gericht, Vorkaufsrecht des Rammelsberger Bergbaus und weite Teile der Forsten.

## Vorgeschichte
Goslars Reichtum stammte aus den Erträgen der Bergwerke am Rammelsberg. Wenn auch die Erze durch das Bergregal dem jeweiligen Landesherrn gehörten, so betrieb dieser doch den Bergbau in der Regel nicht selbst, sondern vergab Grubenfelder gegen die Zahlung von Abgaben an Einzelpersonen oder Zusammenschlüsse (Gewerkschaften). Der Bergbau war sehr kostspielig, was am Rammelsberg dazu führte, dass im ausgehenden Mittelalter die vormals selbständigen Gruben nach und nach der Stadt gehörten. Entscheidend war schließlich, dass es dem Goslarer Rat gelang, das Vorkaufsrecht für die Rammelsberger Erze durchzusetzen.
Die braunschweigischen Herzöge hatten den Rammelsberg seit dem 14. Jahrhundert an die Stadt Goslar verpfändet. 1527 zahlte Heinrich d. J. die Pfandsumme zurück und nahm den Rammelsberg wieder in Besitz. Das Vorgehen des Herzogs rief Widerstand innerhalb der Goslarer Bürgerschaft hervor, der in einen bis 1552 dauernden Kleinkrieg zwischen Goslar und dem Welfen mündete. Die Stadt klagte auch vor dem Reichskammergericht gegen den Herzog und erhielt am 10. Juli 1527 ein Mandat, das dem Herzog gewaltsames Vorgehen und Bedrohung der Stadt untersagte. Dieser erhielt das Mandat des Reichskammergerichtes am 21. Juli 1527 und zog am Abend desselben Tages mit über 300 Mann in das Kloster Riechenberg ein. Tags darauf zerstörte er einen Teil der Landwehr, ließ seine Streitmacht beim Kloster Georgenberg aufmarschieren und auf Goslarer Bürger, die vor den Toren der Stadt erschienen, schießen. Nach dieser Machtdemonstration zogen die herzoglichen Truppen wieder ab. Kurz nach dem Abzug fielen die Goslarer aus der Stadt aus und zerstörten die vor den Mauern gelegenen Klöster St. Georg, St. Peter und Zum Heiligen Grabe sowie die Kirche St. Johannes (Goslarer Unruhen 1527).
Von Goslarer Seite wurde dies später mit militärischen Notwendigkeiten begründet; man habe dem Herzog die Möglichkeit verwehren wollen, von diesen Gebäuden aus die Stadt abzuschneiden und zu beschießen.
Heinrich d. J. strengte gegen Goslar ein Verfahren wegen Landfriedensbruch an, das schließlich 1540/1541 zur Verhängung der Reichsacht gegen Goslar führte. Auf dem Augsburger Reichstag 1530 wurde der Verkauf von Blei, Kupfer und Silber aus dem Rammelsberg unter Zwangsverwaltung gestellt, die so lange andauern sollte, bis die rechtlichen Fragen geklärt werden konnten. Infolgedessen wurde der Betrieb der nach 1527 stillgelegten Gruben wieder aufgenommen und zunächst bis 1542 fortgeführt.
Im Goslar gab es eine starke Reformationsbewegung, die dazu führte, dass Goslar sich 1531 dem Schmalkaldischen Bund anschloss. Herzog Heinrich d. J. dagegen stand auf Seiten des katholischen Kaisers. Die Glaubensauseinandersetzungen überlagerten und verstärkten den wirtschaftlich-rechtlichen Konflikt zwischen beiden Parteien. 1542 besetzte der Schmalkaldische Bund das Herzogtum Braunschweig-Wolfenbüttel, und Heinrich musste fliehen. Nach der Niederlage des Bundes in der Schlacht bei Mühlberg 1547 nahm Heinrich d. J. die Repressalien gegen Goslar wieder auf und belagerte 1552 mit 600 Reitern, 1700 Landsknechten sowie 500 Schanzgräbern die Stadt. Das herzogliche Heerlager befand sich im bzw. um das Kloster Riechenberg. Nach dem ersten Bombardement der Stadt kam es zu Verhandlungen, die in den Riechenberger Vertrag mündeten.

## Der Riechenberger Vertrag

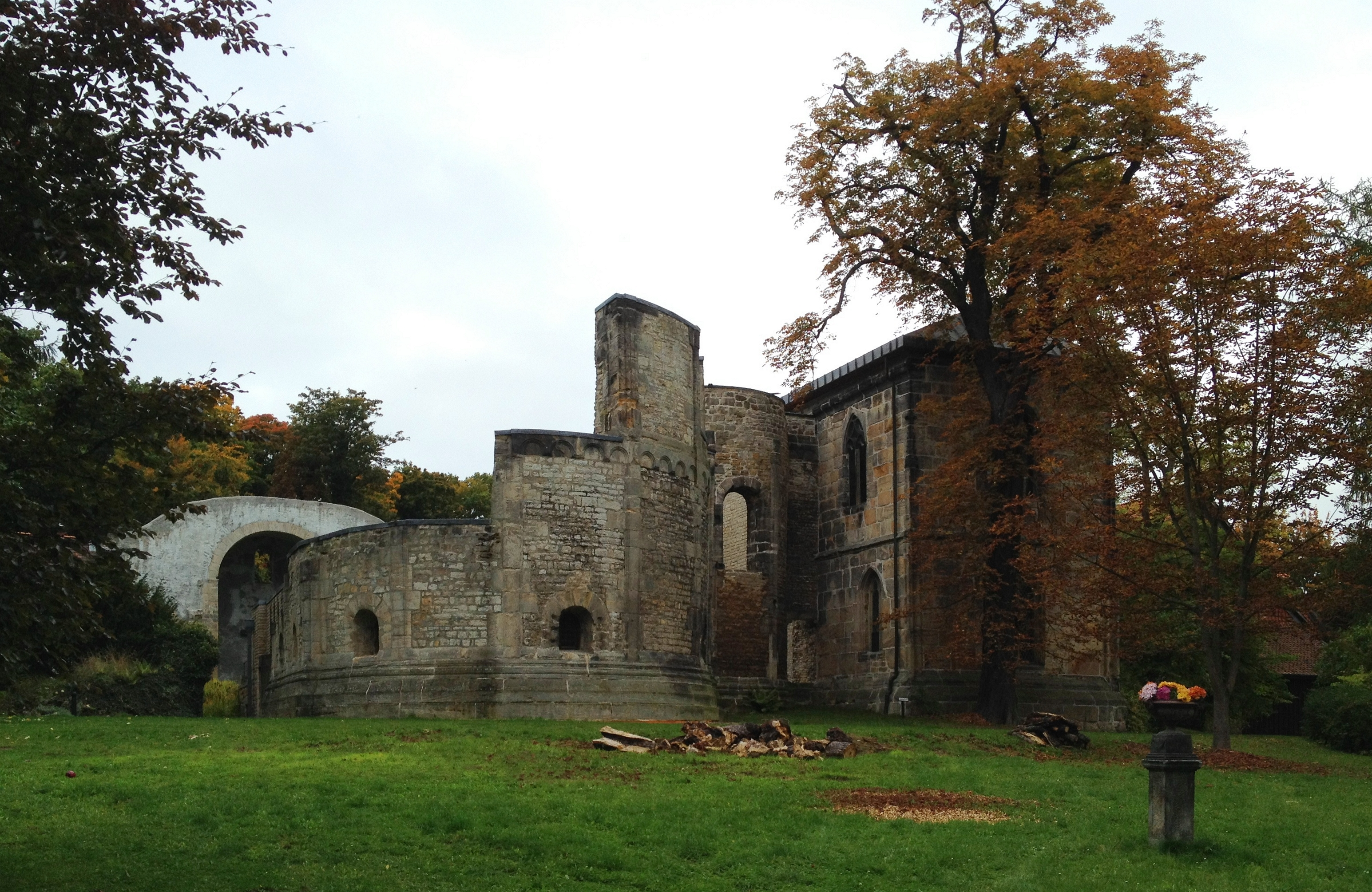
Kloster Riechenberg

Im Ergebnis des am 13. Juni 1552 geschlossenen Vertrages gelangte der Bergbau am Rammelsberg vollständig unter die Kontrolle Herzog Heinrichs d. J., insbesondere das so wichtige Vorkaufsrecht an den ausgeschmolzenen Metallen.

## Folgen
Durch das Vorkaufsrecht an den Hüttenerzeugnissen gelangten die 11 Goslarer Hütten schließlich bis 1575 alle in herzoglichen Besitz.
Der oft behauptete Niedergang Goslars als Folge des Riechenberger Vertrages wird in der neueren Forschung anders bewertet. Im Gegenteil habe der Vertrag zur Verbesserung der wirtschaftlichen und sozialen Verhältnisse beigetragen, da er sichere Arbeitsplätze der Berg- und Hüttenleute zur Folge hatte und sich durch die herzogliche Kontrolle die Sicherheit der Handelswege erhöhte, was Goslarer Kaufleuten und Krämern bessere Verdienstmöglichkeiten bot. In Goslar trat ein Aufschwung ein, der durch entsprechende Bautätigkeit in der zweiten Hälfte des 16. Jahrhunderts belegt ist.
Herzog Heinrich erließ 1555 eine gemeinsame Bergordnung für Goslar und den Oberharz, die die nächsten 300 Jahre Bestand haben sollte.